# 過剰刺激症候群
過剰刺激症候群（かじょうしげきしょうこうぐん）とは、ジェームス・レイリーが1935年に発表した侵襲に対する生体反応に関する研究の学説である。発見者の名前をとってレイリー現象とも呼ばれる。
自律神経に直接、局所的に加えられる強い各種の刺激が特殊な性質における反射によって、特に血管運動性障害を起こして、ついで二次的な刺激が種々における程度の障害が生じるとしている。この自律神経が生じる病変は、各種の細菌や毒素の他、化学物質でも物理的刺激でも同様な効果があることは分かったが、その刺激は従来の生理的実験で普通用いられている刺激に比べ、強くて持続的なものである。自律神経系を侵襲するものが何であっても非特異的に同一様式で反応して障害を示すのだが、諸種の疾患が相違する外観を呈するのは、侵襲された解剖学的局所、強度、持続差によることをレイリーは明らかにした。レイリーはこのことで自律神経が第一義の役割を受け持って内分泌が第二義的な働きを受け持っているという、すなわち刺激に対して生体はまず交感神経系の働きにすばやく対応して自分が障害されないような体制を整えるも時間の経過と共に徐々に下垂体-副腎皮質系の内分泌器官に主力が移行して持久態勢が整えられるがその刺激が過剰なものであったり長い時間というものであれば生体は防御する事ができずに疾病へと追い込まれるとしている。

## 特性
自律神経に直接的・局所的な過剰刺激が加わると血管運動障害が起こり、次第に内分泌機能も影響を受けて全身的な各種徴候をきたすがレイリーはそれを次の四大特性とした。
1. 血管運動性の障害
交感神経系に加えられた過剰刺激によって主として血管運動性の障害が起こり、ついで二次的にその栄養臓器、あるいは遠隔臓器に種々の程度の障害が生じる。その病変は様々だが、充血・浮腫・白血球の遊走・出血・壊死などの血管運動障害が起こる一連の変化
2. 加えられる刺激は非特異的
加えられる刺激は特殊なものである必要はなく過剰刺激となる方法ならいかなる種類の刺激でも反応する。
3. その結果の病変は非恒常性である
刺激によって起こる反応は非恒常性であって、生体の感受性、反応形式によって異なる反応が起こって常に等しいものではない。
4. 結果的に出現する障害は拡散する
刺激を受ける部位と反応を起こす部位との間には一定相関関係がなく思いがけない場所で刺激効果が拡散する。